# ستيف هاركنيس
ستيف هاركنيس (بالإنجليزية: Steve Harkness)‏ هو لاعب كرة قدم بريطاني، ولد في 27 أغسطس 1971 في كارلايل في المملكة المتحدة. لعب مع بلاكبيرن روفرز وشيفيلد وينزداي ونادي بنفيكا ونادي تشستر سيتي ونادي ساوثيند يونايتد ونادي كارلايل يونايتد ونادي ليفربول وهدرسفيلد تاون.

## وصلات خارجية
- ستيف هاركنيس على موقع الاتحاد الأوربي (الإنجليزية)
- ستيف هاركنيس على موقع قاعدة بيانات كرة القدم.إي يو (الإنجليزية)
- ستيف هاركنيس على موقع Soccerbase.com (لاعب) (الإنجليزية)
- ستيف هاركنيس على موقع عالم كرة القدم.نت (الإنجليزية)